# Râul Dospat
Dospat (în bulgară Доспатска река, Dospațka reka; în greacă Δεσπάτης, Despatis) este un râu în Bulgaria și Grecia, afluent stânga al râului Mesta (Nestos), nu departe de granița bulgaro-greacă. Pe râu a fost amenajat barajul Dospat. Își are obârșia în Munții Rodopi.